# Ford CX
Ford CX (русск. Форд Си Экс) — автомобиль, выпускаемый компанией Ford Motor Company с 1935 по 1937 годы. За всё время выпуска было произведено 96 553 автомобиля. На машине стоял нижнеклапанный двигатель объёмом 1172 см³.